# Selma
Selma je žensko osebno ime.

## Izvor imena
Ime Selma je možno razlagati kot skrajšano obliko iz imena Anselma. Ime Anselma je ženska oblika imena Anselm. To je nemško ime, ki je zloženka iz starovisokonemških beed ans (ase) v pomenu »bog« in helm »čelada, zaščita«. Druga možna razlaga imena Selma je izhajanje iz pogostega muslimanskega imena Selma. To ime pa razlagajo iz turškega imena Selma, ki iz arabskega Sälmā izhaja iz korena slm v pomenu »biti zdrav, cel; biti varen; rešiti se«. Glede na močno priseljevanje iz Bosne in Hercegovine v Slovenijo je ta druga možnost za uporabo tega imena na Slovenskem verjetnejša.

## Različice imena
- ženski različici imena: Anselma, Anzelma (skoraj unikatni)
- moške različice imena: Anselm, Anselmo, Anzelm, Selmo

## Pogostost imena
Po podatkih Statističnega urada Republike Slovenije je bilo na dan 31. decembra 2007 v Sloveniji število ženskih oseb z imenom Selma: 286.

## Osebni praznik
Ime Selma je v koledarju možno uvrstiti k imenu Anzelm, ki goduje: 3. marca (Anzelm Furlanski, opat, † 3. mar. 803), 18. marca (Anzelm Mantovski, mlajši, italijanski škof, † 18. mar. 1086) in 21. aprila (Anzelm, angleški škof, † 21. apr. 1109).

## Znane osebe
- Selma Lagerlöf, švedska pisateljica dobitnica Nobelove nagrade za književnost leta 1909